# 反棱柱

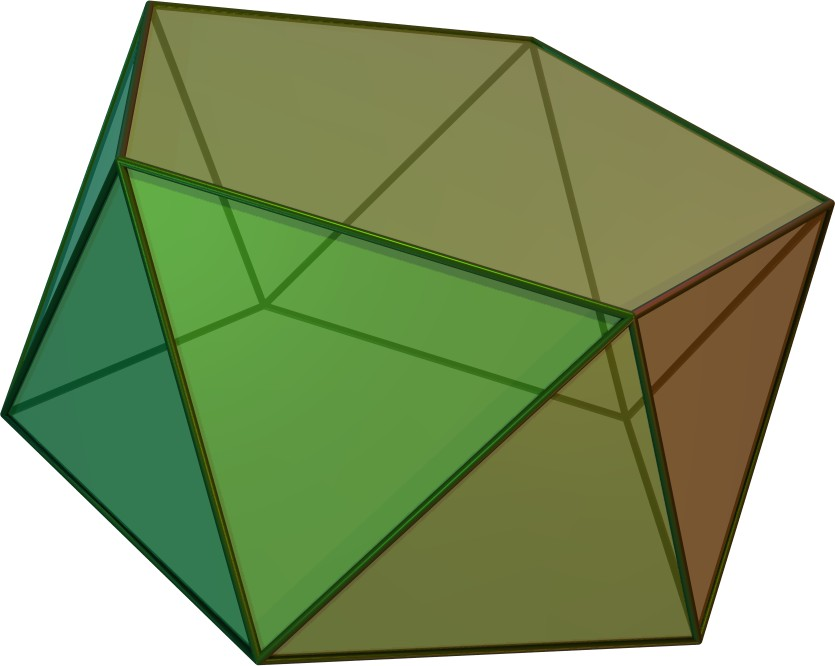
正五角反棱柱

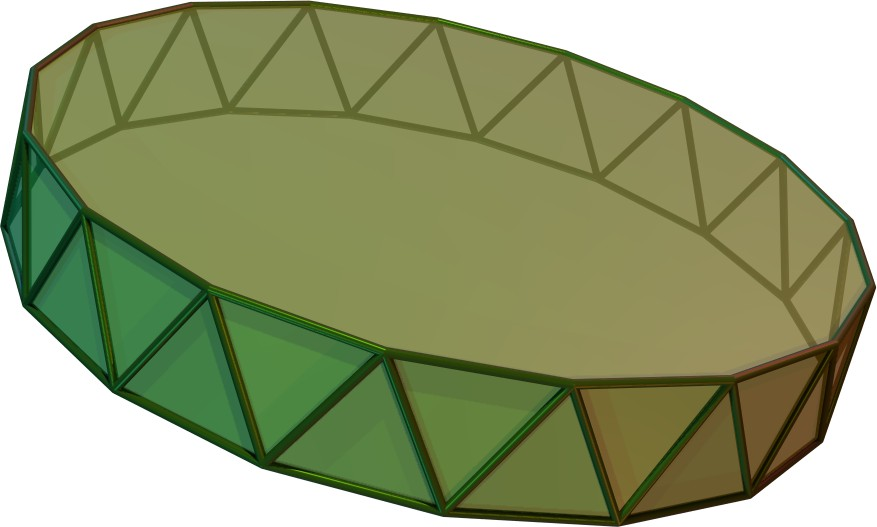
正十七角反棱柱

反棱柱（Antiprism）是由兩個相同邊數多邊形平行基底和側面的三角形所組成的一個多面體。反棱柱的對偶多面體是偏方面體（Trapezohedron）。

## 性質
若一個反棱柱底面邊數為n，則稱為n角反棱柱，此時其具有2n+2個面、4n條邊和2n個頂點。在其2n+2個面中，有兩個n邊形的底面和2n個三角形側面。
若其底面為正多邊形、高為h，則其表面積為：
{\displaystyle {\frac {1}{2}}na\left[a\cot {\frac {\pi }{n}}+2{\sqrt {h^{2}+{\frac {1}{4}}a^{2}\tan {\frac {\pi }{2n}}\tan {\frac {\pi }{2n}}}}\right]}

## 正反棱柱
若一個反棱柱的所有面皆由正多邊形組成，則稱為正反棱柱。底面為正n邊形的正反棱柱可以稱為正反n角柱、正n角反角柱或正n角反棱柱，並且這種立體是半正多面體也是均勻多面體。正反棱柱由兩個全等的正n邊形底面和2n個正三角形側面所組成，因此有2n+2個面（2底面和2n側面）、4n條邊和和2n個頂點。其2n個頂點對應的頂角全部相等，皆為1個正n邊形和3個正三角形的公共頂點，在頂點圖中可以用n.3.3.3來表示，對應的形狀為鳶形，因此其對偶多面體為由鳶形組成的偏方面體。

### 性質
若一正n角反棱柱的邊長為a，則其高為：
{\displaystyle {\frac {1}{2}}a{\sqrt {4-\sec {\frac {\pi }{2n}}\sec {\frac {\pi }{2n}}}}}
體積{\displaystyle V}與表面積{\displaystyle A}為：
{\displaystyle V={\frac {1}{12}}na^{3}(\cot {\frac {\pi }{2n}}+\cot {\frac {\pi }{n}}){\sqrt {1-{\frac {1}{4}}\sec {\frac {\pi }{2n}}\sec {\frac {\pi }{2n}}}}}
{\displaystyle A={\frac {1}{2}}na^{2}(\cot {\frac {\pi }{n}}+{\sqrt {3}})}

### 例子
- 正三角反棱柱（正八面體）
- 正四角反棱柱
- 正五角反棱柱
- 正六角反棱柱
- 正七角反棱柱

## 外部連結
- 稜柱和反稜柱（页面存档备份，存于）
- Antiprism(Wolfram MathWorld)（页面存档备份，存于）

1. ↑  Weisstein, Eric W. (编). . at MathWorld--A Wolfram Web Resource. Wolfram Research, Inc.  [2010-06-27]. （原始内容存档于2019-05-02） （英语）.